# Людина-павук 3: Ворог у тіні
«Люди́на-паву́к 3: Во́рог у ті́ні» (англ. Spider-Man 3) — американський супергеройський фільм 2007 року, зрежисований Семом Реймі за сценарієм Айвана Реймі та Елвіна Саргента, про персонажа Marvel Comics — Людину-павука. Головні ролі у стрічці зіграли Тобі Маґвайр, Кірстен Данст, Джеймс Франко, Томас Гейден Черч та Тофер Грейс. У міжнародний кінопрокат фільм вийшов у травні 2007 року. Вийшовши у прокат 4 травня 2007 року, «Людина-павук 3» побив рекорд «Піратів карибського моря» по зборах за перший вікенд. В перший день фільм зібрав 59 841 919 доларів. Кінцеві збори в Америці зупинилися на відмітці 340 млн $, а в світі він загалом зібрав 890 млн $.

## Сюжет
Пітер Паркер продовжує навчання у коледжі і боротьбу зі злочинністю як Людина-павук. Також він готується попросити Мері-Джейн про одруження. Увечері Пітер відвідує виставу за її участі, де присутній і Гаррі. Після вистави Гаррі повертається додому, де використовує газ, який розробив його батько, щоб підвищити свої фізичні дані і стати Новим Гобліном. Пітер і Мері-Джейн приїздять до парку, де в цей час падає метеорит, з якого виповзає іншопланетний симбіот. Коли Паркер і Уотсон їдуть, симбіот чіпляється до мопеду Пітера. Тим часом тікає від поліції і відвідує свою хвору доньку Флінт Марко. Пітер приходить до свої тітки Мей і розповідає про свої наміри щодо одруження, натомість отримує обручку, яку Мей колись подарував Бен, загиблий дядько Пітера. Після цього хлопець вирушає додому, але дорогою на нього нападає Новий Гоблін. Паркер починає з ним битись, коли той знімає маску і з'ясовується, що це Гаррі. Проте переслідування продовжується: Гаррі прагне помститись за смерть батька. Пітер потрапляє у вузький провулок, де перемагає свого друга. Той б'ється головою об трубу і втрачає свідомість. У лікарні повідомляють, що в нього сталась часткова втрата пам'яті. Флінт Марко продовжує тікати від поліції і потрапляє на випробувальний полігон, де падає у реактор з кремнієм, унаслідок чого трансформується його ДНК. Він стає Пісочною Людиною.
Вранці Мері-Джейн приходить до Пітера і показує йому негативні рецензії критиків у газетах, проте він її не слухає і лише підбадьорює та порівнює їх з першою реакцією міста на Людину-павука. По радіо повідомляють про некерований будівельний кран і супергерой вирушає туди. На місці події Людина-павук рятує доньку капітана поліції Стейсі, за що йому тепер мають вручити ключі від міста. Пітер несе знімки події до редакції газети «Daily Bugle», але його випереджає новий позаштатний фотограф Едвард Брок. Джеймсон обіцяє місце у штаті тому з фотографів, хто першим принесе знімки Людини-павука на місці злочину. Гаррі повертається додому, де проявляє неабияку швидкість реакцій, що схвильовує Пітера. Мері-Джейн приходить до театру, де дізнається, що її зняли з ролі. Вона дуже цим засмучена, але приходить на свято. Ключі від міста Людині-павуку вручає Ґвен Стейсі, і цілує його, що остаточно добиває Мері-Джейн. В цей час на інкасаторську машину нападає Пісочна-Людина і Пітеру доводиться його переслідувати, проте Марко тікає.
Пітер планує освідчитись Мері-Джейн якнайромантичніше, а тому запрошує її в ресторан, де домовляється з метрдотелем, щоб обручку внесли у келисі шампанського, коли він подасть знак. У цей же ресторан також приходить Ґвендолін, яка вітається з Пітером. Мері-Джейн долають ревнощі, вона висловлює Пітеру обурення щодо поцілунку Людини-павука і Ґвен та йде з ресторану. Тітку Мей і Пітера викликають до поліції й повідомляють, що справжнім вбивцею Бена Паркера є Флінт Марко. Тепер розлючений Пітер планує розібратись з Пісочною Людиною. Він починає прослуховувати усі повідомлення на поліцейській хвилі, але засинає. Тоді на нього нападає симбіот і вкриває усе його тіло. Приходить у себе Пітер вже в місті, одягнений у чорний костюм Людини-павука. Він прибуває на місце пограбування банку Пісочною Людиною, де зустрічає Едді Брока, якому розбиває камеру. Він переслідує Пісочну Людину у метро, де після бійки відкриває трубу з водою, яка змиває Флінта Марко. Пітер вирішує, що той загинув і прямує до тітки Мей, щоб розповісти їй це. Але вона засуджує помсту.
Пітер дзвонить до Мері-Джейн, але вона не бере слухавку. Мері-Джейн приходить у гості до Гаррі, де вони цілуються, через що вона йде. Проте Гаррі згадує батька і те, що він збирався помститись Пітеру. Він нападає на Мері-Джейн і змушує повідомити Пітера, що у неї є інший. Після цього Гаррі запрошує друга у кафе, де говорить, що інший — це він. Пітер розуміє, що до Гаррі повернулась пам'ять. Увечері він приходить до нього додому і вони починають битися. Гаррі кидає в Пітера гранату, але той відкидає її назад і вибух пошкоджує обличчя Озборна. Едді тим часом приносить до редакції підроблене ним фото Людини-павука, але Паркер викриває його перед усіма. Брока звільняють.
Доктор Конорс, якому Пітер відніс зразок симбіота, повідомляє Пітера, що симбіот проявляє сильну агресію, і каже, що не варто контактувати з ним. Проте Пітер уже потрапив під його вплив і змінився в гірший бік. Увечері Паркер запрошує Ґвен до джаз-клубу, де тепер працює Мері-Джейн. Тут він танцює Ґвен перед Мері-Джейн, а потім зчиняє бійку, протягом якої випадково збиває Мері-Джейн з ніг. Після цього він тікає до собору, де у дзвіниці намагається зняти з себе симбіота. Знизу за цим споглядає Брок, який прийшов просити Бога про смерть Паркера. Симбіот, який вдається зняти за допомогою звуків дзвону, з Пітера, якого Брок впізнає, потрапляє на нього і перетворює на Венома.
Веном знаходить вцілілого Людину-пісок і пропонує йому разом знищити Людину-павука. Разом вони викрадають Мері-Джейн і берують її в заручниці. Веном тримає її у величезному павутинні в таксі на будівництві хмарочоса, а Пісочна Людина забезпечує охорону від поліції. Людина-павук вирушає на порятунок і просить про допомогу Гаррі, але той відмовляється. Коли Пітер йде, служник Озборнів Бернард розповідає Гаррі, що рана його батька була спричинена лезами його глайдера, тому Людина-павук не винен у смерті Зеленого Гобліна. Людина-павук прибуває на будівництво, де починає битись із Веномом, який не приховав, що він Едді Брок. До Венома приєднується Пісочна Людина і вони атакують Людину-павука разом, але тому на допомогу приходить Новий Гоблін, який підриває голову велетенської Пісочної Людини. Тоді Людина-павук рятує Мері-Джейн і йде шукати Брока. Бій продовжується і Гаррі долає пісочного ворога. Пітер потрапляє до павутиння Венома і говорить Едді зняти костюм, але той збирається вбити Людину-павука гострим уламком, але цьому заважає Гаррі. Пітер помічає, що дзвін труб, які впали на підлогу неприємний симбіоту. Веном заволодіває глайдером Нового Гобліна і замахується, щоб вбити ним Пітера, та Гаррі приймає удар на себе. Людина-павук звільняється і використовує дзвін труб, щоб зняти з Едді симбіота. Коли надокучливий репортер звільнений, Пітер кидає в симбіота гранату Гобліна, а Едді кидається назад. Вибух знищує обох. Пісочна Людина розповідає Паркеру, як усе сталося насправді: постріл був випадковим, адже він не хотів вбивати Бена. Пітер пробачає Флінта і той летить геть, Гаррі помирає на колінах Пітера і Мері-Джейн. У кінці стрічки Пітер приходить у джаз-клуб, де співає Мері-Джейн і вони танцюють.

## Акторський склад
- Тобі Маґвайр у ролі Пітера Паркера / Людини-павука — студент-фізик, який працює в газеті «Daily Bugle» фотографом, і водночас є супергероєм Людиною-павуком. Цього разу він потрапляє під вплив іншопланетного симбіота, який змінює його у гірший бік.

- Кірстен Данст у ролі Мері-Джейн Вотсон — дівчина Пітера Паркера, яку він кохає з дитинства, і якій він збирається освідчитись. Вона грає у театрі на Бродвеї, проте її звідти звільняють через негативні відгуки критиків.

- Джеймс Франко у ролі Гаррі Озборна / Нового Гобліна — колишній найкращий друг Пітера і син ворога Людини-павука Зеленого Гобліна. Він вірить, що його батька вбив саме Людина-павук, а тому сам стає Гобліном, щоб вбити свого друга.

- Розмарі Харріс у ролі Мей Паркер — тітка Пітера і вдова його дядька Бена, яка дає Пітеру свою обручку, коли дізнається про його наміри одружитись на Мері-Джейн.

- Томас Гейден Черч у ролі Флінта Марко / Людини-піску — дрібний грабіжник, у якого є дружина і хвора донька. Гроші йому потрібні, щоб вилікувати її. Тікаючи від поліції, Флінт потрапляє на випробувальний науковий полігон, де перетворюється на Пісочну Людину. Пітер дізнається, що саме Марко вбив його дядька, і починає переслідувати злочинця.

- Тофер Грейс у ролі Едді Брока-молодшого / Венома — суперник Пітера у газеті «Daily Bugle», де він планує здобути місце штатного фотографа будь-якими методами, і навіть підробляє фото Людини-павука. Він ненавидить Пітера Паркера за те, що той викрив його підробку, позбавив роботи і дівчини. Після того, як Пітеру вдається звільнитись від симбіота, той потрапляє на Едді і перетворює його на Венома.

- Брайс Даллас Говард у ролі Ґвен Стейсі — донька шефа поліції і студентка, яка вчиться разом із Пітером. Вона була дівчиною Едді Брока, доки на Пітера не потрапив симбіот, коли він вирішив показатись на очі Мері-Джейн із новою дівчиною.

- Джонатан Сіммонс у ролі Джей Джона Джеймсона — головний редактор газети «Daily Bugle», який вважає Людину-павука злочинцем.

- Ділан Бейкер у ролі Курта Конорса — викладач фізики у коледжі Пітера, який провів дослідження симбіота і виявив його надзвичайну агресивність.

- Віллем Дефо у ролі Нормана Осборна/Зеленого Гобліна — батько Гаррі, який був Зеленим Гобліном. Гаррі бачить його у галюцинаціях, в яких той вимагає вбити Людину-павука.

- Кліфф Робертсон у ролі Бена Паркера — дядько Пітера, якого застрелив грабіжник, щоб забрати його авто.

- Білл Нанн у ролі Джозефа Робертсона — працівник газети «Daily Bugle», який ставиться до Людини-павука позитивно.

- Майкл Пападжон у ролі Деніса Керредайна — грабіжник і спільник Флінта Марко, якого спершу вважали вбивцею Бена Паркера.

- Елізабет Бенкс у ролі Бетті Брант — співробітниця газети «Daily Bugle».

- Джеймс Кромвелл у ролі Джорджа Стейсі — капітан поліції міста Нью-Йорк і батько Ґвен.

Також у фільмі зіграли камео творець Людини-павука Стен Лі; Брюс Кемпбелл, який також грав у попередніх фільмах ведучого та швейцара, а тепер виступив у ролі метрдотеля; композитор Крістофер Янг зіграв піаніста; а також продюсер Грант Кертіс, Дін Едвардс та брат режисера Тед Реймі. Акторка Люсі Гордон з'явилася в ролі репортерки Дженніфер Дуган.

## Касові збори
Під час показу в Україні, що розпочався 3 травня 2007 року, протягом перших вихідних фільм демонстрували на ? екранах, що дозволило йому зібрати $786,973 і посісти 1 місце в кінопрокаті того тижня. Фільм продовжував очолювати український кінопрокат і наступного тижня, адже демонструвався на ? екранах і зібрав за ті вихідні ще $208,077. Загалом фільм в кінопрокаті України зібрав $1,439,035, посівши 9 місце серед найбільш касових фільмів 2007 року.